# Clare McAndrew
Clare McAndrew ist eine irische Kulturökonomin, die sich auf Kunst, Antiquitäten und Sammlerstücke spezialisiert hat. Sie ist Gründerin des Forschungs- und Beratungsunternehmens Art Economics, Autorin von zwei Büchern und zahlreichen makroökonomischen Berichten über den globalen Kunstmarkt. Sie war Gastdozentin am Trinity College Dublin sowie bei Christie's Education und dem Sotheby's Institute. Zudem hält sie Vorlesungen an der Universität Zürich.

## Leben
Clare McAndrew wurde in Irland geboren und wuchs in Australien als Tochter eines Psychiaters und einer Ärztin auf. Sie promovierte in Irland und arbeitete danach während drei Jahren in den USA. 2005 kehrte sie nach Europa zurück. Heute lebt sie mit ihrem Ehemann und ihren Kindern in Dublin.

## Ausbildung
Clare McAndrew promovierte 2001 in Wirtschaftswissenschaften am Trinity College Dublin in Irland, wo sie für vier Jahre Vorlesungen hielt. Während ihres Doktorats befasste sie sich vor allem mit dem internationalen Handel von bildender Kunst. In ihrer Dissertation untersuchte sie, wie sich physische, regulatorische und kulturellen Distanzen zwischen Ländern auf Kunsttransaktionen auswirken. Nach Abschluss ihres Doktorstudiums betrieb sie diverse Forschungen in den Bereichen Kulturpolitik, Künstlerlaufbahnen und Risiken von Kunstinvestitionen.

### Berufliche Laufbahn
Von 2002 bis 2005 arbeitete Clare McAndrew als Chefökonomin bei der amerikanischen Firma Kusin & Company. Die von David Kusin gegründete Investmentbanking-Boutique beschäftigt sich mit statischen Analysen des Kunstmarkts. 2005 gründete Clare McAndrew ihre eigene Firma Art Economics, ein Forschungs- und Beratungsunternehmen, das sich ausschließlich auf den Kunstmarkt konzentriert. Sie arbeitet mit privaten Beratern und Wissenschaftlern aus der ganzen Welt zusammen, um für private und institutionelle Kunden maßgeschneiderte Recherchen und Analysen über den Markt der bildenden und dekorativen Kunst durchzuführen. Zu den derzeitigen Kunden des Unternehmens zählen große internationale Kunstmessen wie die Art Basel, Auktionshäuser, Unternehmen wie die UBS sowie nationale und transnationale öffentliche Einrichtungen wie Kunstministerien.

## Veröffentlichungen

### Berichte und Artikel
Zusammen mit ihrem Kollegen Professor Rex Thompson (Southern Methodist University) hat Clare McAndrew eine Reihe von akademischen Arbeiten über Investitionsrisiken am Kunstmarkt in Zeitschriften wie dem Journal of Banking and Finance, Journal of Applied Econometrics und anderen veröffentlicht. Von 2005 bis 2015 erstellte Clare McAndrew für die Stiftung The European Fine Art Fair (TEFAF) jährlich einen makroökonomischen Bericht über den globalen Kunstmarkt. Seit 2016 erstellt sie diese jährliche Studie über den globalen Kunstmarkt für die Art Basel und die UBS. Der Art Market Report ist einer der wichtigsten Berichten der Branche und umfasst alle wichtigen Trends auf dem globalen Markt für Kunst und Antiquitäten.

### Bücher
Clare McAndrew ist Autorin von bisher zwei Büchern. Ihr erstes Buch The Art Economy wurde 2007 von The Liffey Press veröffentlicht. Es befasst sich mit der Entwicklung des globalen Kunstmarktes und ist ein umfassender Leitfaden zum Kunstmarkt. Aspekte wie Anlagerendite und Risiko sowie die Rolle der Regierung bei der Regulierung des Kunstmarktes werden behandelt. Ihr zweites Buch Fine Art and High Finance ist 2010 bei Wiley Press erschienen. Das Buch befasst sich mit finanziellen Fragen von Kunstinvestoren. Themen wie Kunsthandel auf dem Schwarzmarkt oder das Investieren in Kunstfonds gehören zu den Kernthemen.